# Матаев, Асет Сейтказыевич
Асет Сейтказыевич Матаев (каз. Әсет Сейтқазыұлы Матаев; род. 8 января 1985, Караганда, Казахская ССР, СССР) — казахстанский журналист и медиаменеджер. Сооснователь международного информационного агентства КазТАГ. Ранее — исполнительный директор Национального пресс-клуба.

## Биография
Окончил Казахский национальный университет имени Аль-Фараби (2005) по специальности «журналистика» и магистратуру Georgian Institute of Public Affairs (2008) по специальности «медиаменеджмент».
Журналистикой начал заниматься в студенческие годы. Работал корреспондентом обзорно-аналитического журнала Exclusive и информационного агентства Kazakhstan Today. В 2008 году с отцом, Сейтказы Матаевым, основал международное информационное агентство КазТАГ.

## Преследование семьи Матаевых
В 2016 году Сейтказы и Асет Матаевы были обвинены Национальным бюро по противодействию коррупции в присвоении многомиллионных средств и недобросовестном исполнении договорных обязательств по жалобам Комитета связи и информации РК и акционерного общества «Казахтелеком».
10 марта 2016 года была опубликована резолюция Европарламента, осуждающая преследование независимых и критически настроенных СМИ, журналистов и блогеров; использование властями Казахстана политически мотивированных обвинений.
3 октября 2016 года Сейтказы и Асет Матаевы были признаны виновными в мошенничестве и неуплате налогов; приговорены к 6 и 5 годам тюремного заключения с конфискацией имущества, соответственно.
В своем последнем слове Сейтказы Матаев огласил имена инициаторов преследования, среди которых были на то время председатель Мажилиса Парламента РК Нурлан Нигматулин, экс-заместитель главы Нацбюро по противодействию коррупции Талгат Татубаев и казахстанский олигарх Александр Клебанов.
17 февраля 2017 года Международный фонд защиты свободы слова «Адил соз» опубликовал заявление о нарушении международных обязательств Казахстана и конституционных гарантий в отношении свободы слова и выражения мнения и преследовании журналистов и гражданских активистов, в котором потребовал пересмотреть судебные решения и освободить Матаевых и других журналистов, блогеров и гражданских активистов.
16 ноября 2017 года Капшагайский городской суд частично удовлетворил ходатайство об условно-досрочном освобождении Сейтказы Матаева, освободил его на оставшийся срок один год, пять месяцев и четыре дня, установив пробационный контроль.
24 апреля 2018 года Алматинский областной суд принял решение о переводе Асета Матаева в учреждение минимальной безопасности (колония-поселение).
19 июля 2022 года судебная коллегия Верховного суда Республики Казахстан рассмотрела уголовное дело в отношении осужденных Сейтказы и Асета Матаевых по протесту генерального прокурора и отменила судебные акты. Производство по делу прекращено за отсутствием в деяниях Матаевых состава преступления.

## Семья
Отец – Сейтказы Бейсенгазыевич Матаев, председатель правления Союза журналистов Казахстана (с 2018 г.), президент Национального пресс-клуба (с 1996 г.), пресс-секретарь Президента Республики Казахстан (1991-1993), пресс-секретарь Правительства Республики Казахстан (1993-1994).

## Деятельность
В октябре 2016 года Сейтказы и Асет Матаевы номинированы на премию международной организации «Индекс цензуры».
С 2020 года Асет Матаев занимает должность председателя Алматинского городского филиала Союза журналистов Казахстана.
В феврале 2022 года Асет Матаев приобретает казахстанский медиапроект HOLA News, основатели которого ранее покинули проект по причине частых блокировок сайта.